# Le Haut-Bréda
Le Haut-Bréda is een gemeente in het Franse departement Isère (regio Auvergne-Rhône-Alpes). De plaats maakt deel uit van het arrondissement Grenoble. Le Haut-Bréda is op 1 januari 2019 ontstaan door de fusie van de gemeenten La Ferrière en Pinsot. De gemeente telde 459 inwoners op 1 januari 2022.

## Geografie
De oppervlakte van Le Haut-Bréda bedroeg op 1 januari 2022 78,60 vierkante kilometer; de bevolkingsdichtheid was toen 5,8 inwoners per km².

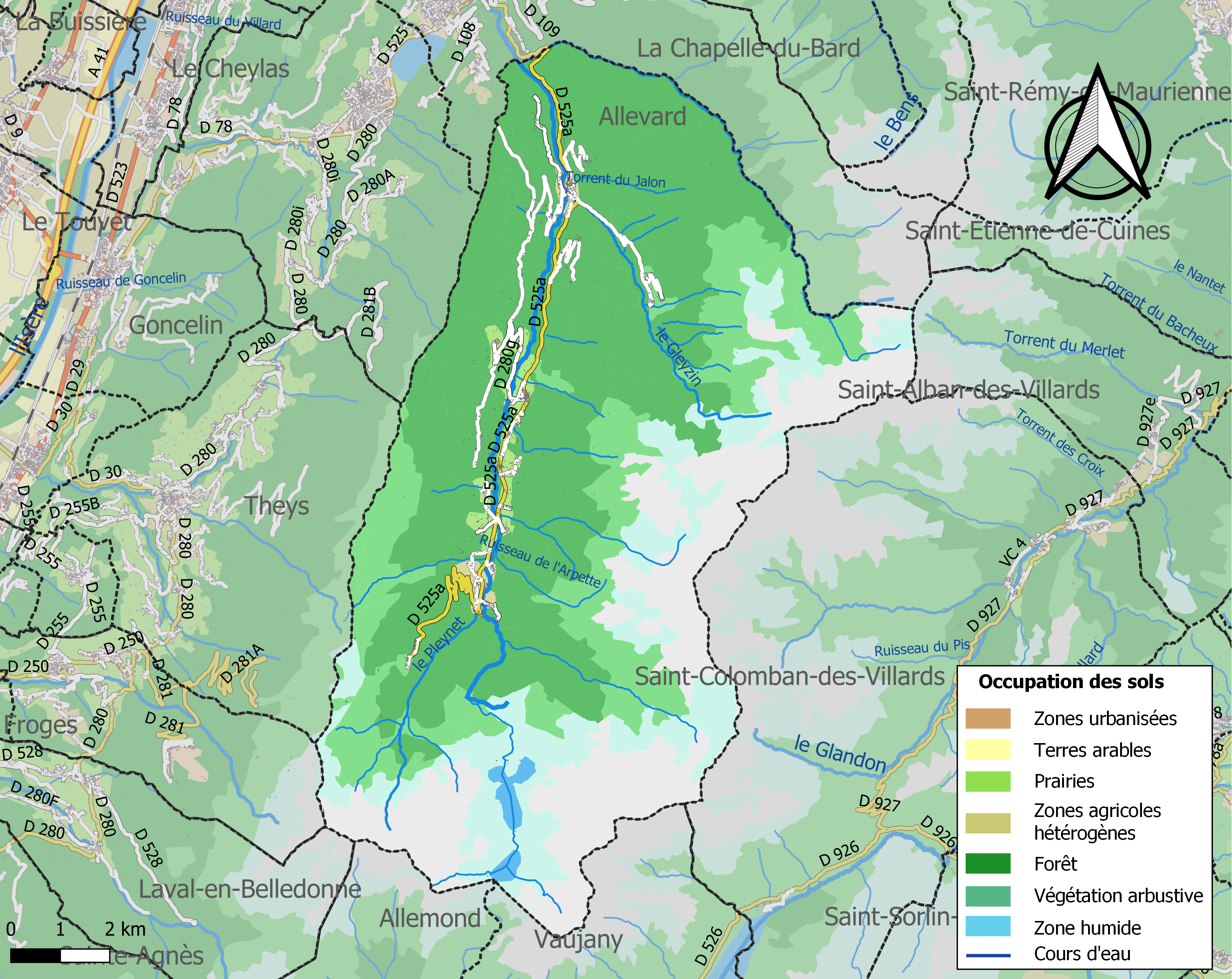
Kaart van de gemeente met de belangrijkste infrastructuur, bodemgebruik en omliggende gemeenten

## Afbeeldingen

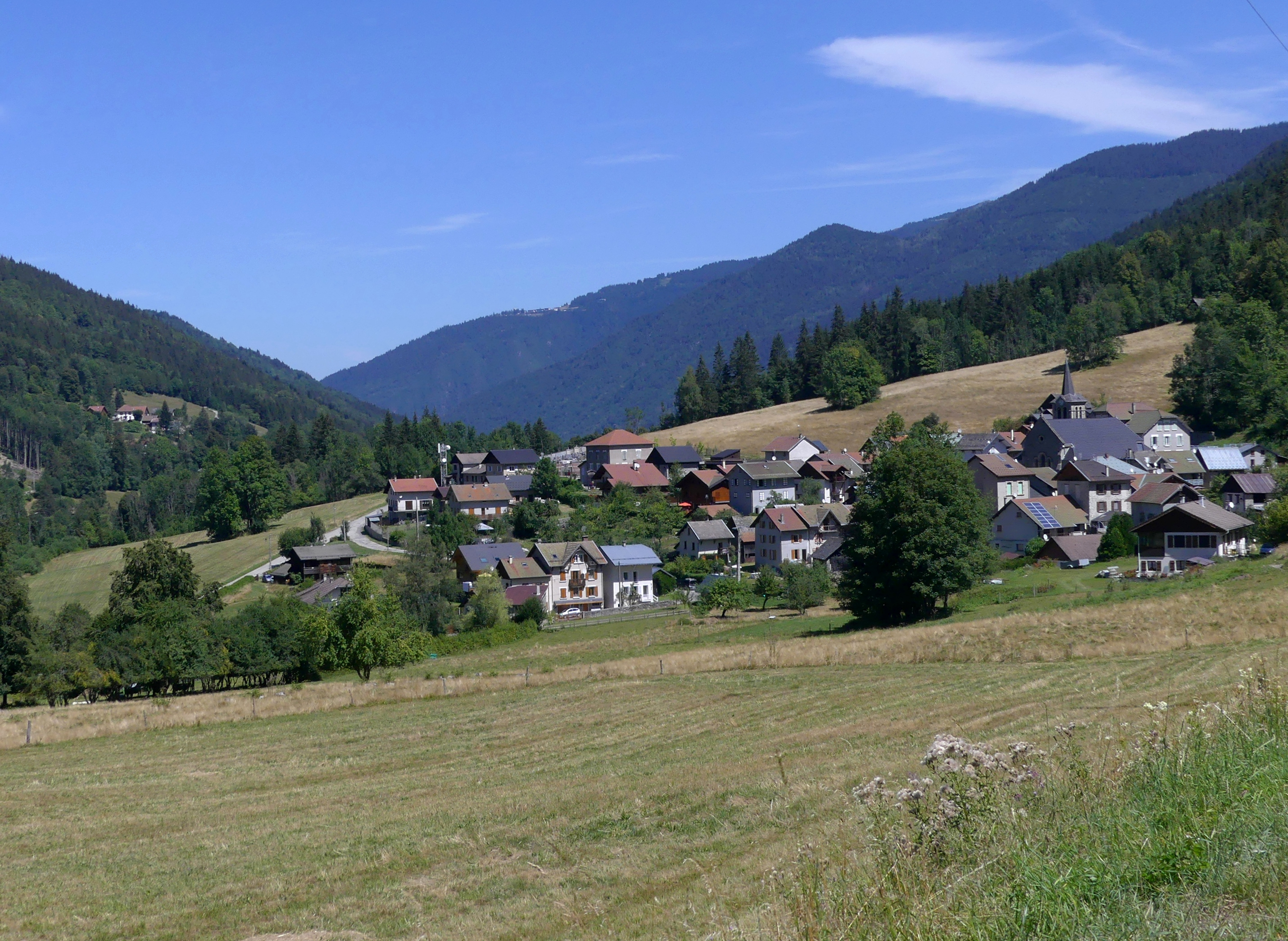
Gezicht op La Ferrière
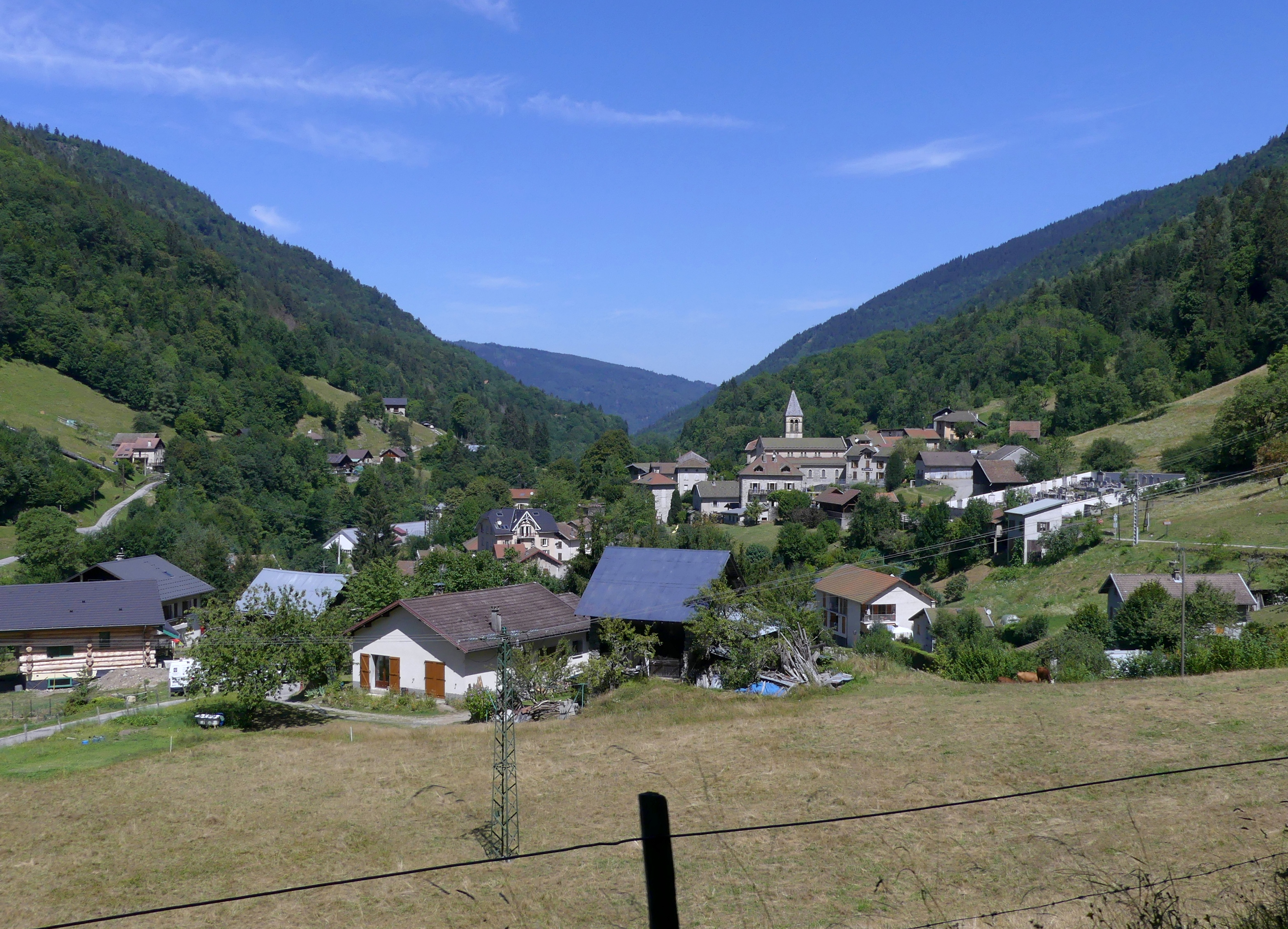
Gezicht op Pinsot